# Star modèle B

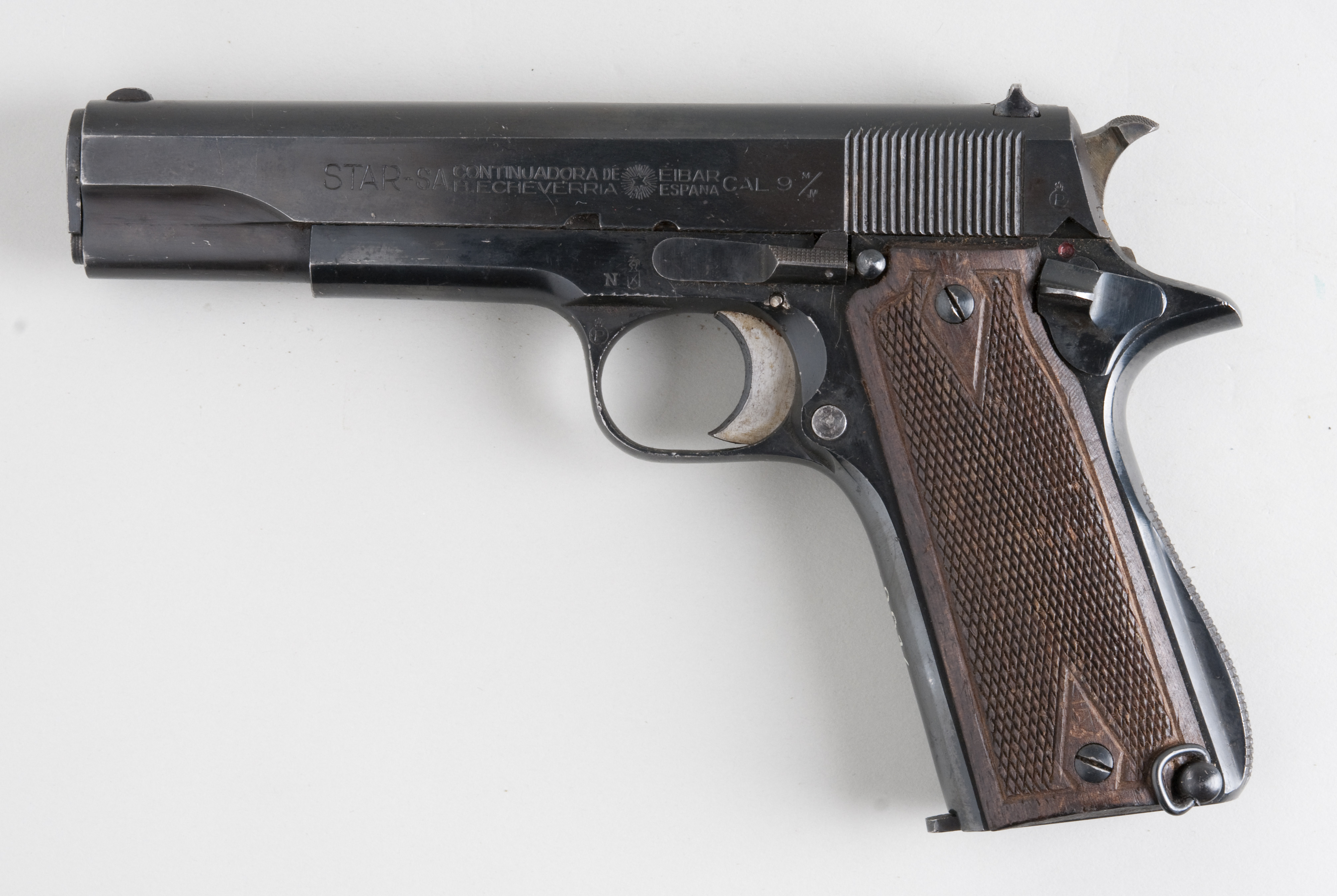
Le Star B connu les combats du Front de l'est au poing des soldats de la Wehrmacht.

Le Star modèle B est un pistolet créé en 1933 par la firme basque espagnole Star Bonifacio Echeverria S.A..
Ce pistolet, en 9 mm Parabellum, est une réplique du Colt M1911. Son succès permet à Star Bonifacio Echeverria d'obtenir une renommée mondiale jusqu'à la cessation de ses activités en 1997.

## Historique
Durant la Seconde Guerre mondiale, les Allemands en commandent 27 000 pièces, dont 20 000 pour la Wehrmacht et 6 500 pour la Kriegsmarine, et l'Armée bulgare 15 000 pièces.
En 1946, sous une forme amélioré et dérivée du Super-Star, il devient le Star BS,  ou  Star Super B, qui va  équiper la police fédérale de RFA mais également l'Armée sud-africaine qui en commande de grosses quantités et le maintient en service jusqu'aux années 1980, le remplaçant alors par le Llama M-82.
En 1989, Star Bonifacio Echeverria arrête la production du Star Modèle B .

## Caractéristiques du Star B
- Munition : 9 mm Parabellum
- Masse à vide : 1 085 g
- Longueur : 215 mm
- Canon : 122 mm
- Capacité du chargeur : 8 coups (+1 dans la chambre)

## Liens internet
- Star Firearms.com